# Jonathan Hall Kovacs
Jonathan Hall Kovacs (Contea di Alameda, 20 ottobre 1969) è un attore statunitense, membro della comunità sorda.
Principalmente conosciuto per l'interpretazione di Matthew nella serie televisiva La casa nella prateria. Oggi è un intrattenitore, educatore ed esploratore.

## Biografia
Jonathan Hall Kovacs è nato il 20 ottobre 1969 nella Contea di Alameda, in California. Jonathan è sordo.

### Recitazione
Jonathan Kovacs è apparso come un personaggio semi-regolare durante la nona stagione de La casa nella prateria e come personaggio regolare nella serie del 1983 The Family Tree. È stato nominato per un Young Artist Award nel 1984 come miglior giovane attore in una serie drammatica per The Family Tree. Ha anche fatto diverse apparizioni in altre famose serie televisive di quel periodo.

### Vita e carriera da adulto
Nel 1988 si è laureato con lode alla California School for the Deaf a Fremont, California. Ha fatto diversi spettacoli e ITV, un corso per imparare a filmare e montare.
Da adulto ha diretto alcuni brevi spettacoli teatrali. Il suo interesse per le esibizioni nella lingua dei segni americana ha dato vita al Rathskellar nel 1998 per mostrare la bellezza grezza della lingua dei segni combinandolo con le arti visive e la musica pulsante.

## Filmografia

### Televisione
- The Six of Us, regia di Edward Parone – film TV (1982)
- The Family Tree – serie TV, 6 episodi (1983)
- La casa nella prateria (Little House: A New Beginning) – serie TV, 5 episodi (1982-1983)
- Airwolf – serie TV, 1 episodio (1985)
- Gideon's Crossing – serie TV, 3 episodi (2001)

## Riconoscimenti
- 1984 – Young Artist Award
  - Nomination miglior giovane attore in una serie drammatica per The Family Tree